# جون فلينت (لاعب كرة قدم أسترالية)
جون فلينت (بالإنجليزية: John Flint)‏ هو لاعب كرة قدم أسترالية أسترالي، ولد في 25 ديسمبر 1919، وتوفي في 3 ديسمبر 2007.

## وصلات خارجية
- جون فلينت على موقع AustralianFootball.com (الإنجليزية)
- جون فلينت على موقع AFLtables.com (الإنجليزية)